# Karel Hromas
Karel Hromas (* 27. ledna 1986, Beroun, Československo) je český hokejový útočník. Ve své mládežnické kariéře nastupoval za pražskou Spartu a v sezóně 2003/2004 za ni odehrál i třináct zápasů mezi muži v české nejvyšší soutěži (Extralize). Následující dvě sezóny strávil v kanadskoamerické Western Hockey League (WHL) v celku Everett Silvertips. Před sezónou 2006/2007 se však navrátil do pražského klubu, z něhož do zámoří odešel. Před začátkem sezóny 2011/2012 odešel z Prahy do Chomutova a za místní Piráty od té doby nastupuje.